# RStudio
RStudio – otwartoźródłowe zintegrowane środowisko programistyczne dla języka R, dedykowanego obliczeniom statystycznym oraz wizualizacji ich wyników. Oprogramowanie jest dostępne w trzech odmianach: RStudio Desktop jako klasyczny program komputerowy na systemy operacyjne z rodzin Microsoft Windows, Linux i macOS oraz RStudio Server i RStudio Workbench, pozwalające uruchomić zdalny serwer dostępny za pośrednictwem przeglądarki internetowej.